# Lady Lake (Florida)
Lady Lake város az USA Florida államában, Lake megyében. Lakosainak száma 15 970 fő (2020. április 1.).

## Népesség
A település népességének változása:

| 2010 | 13 926 |
| 2020 | 15 970 |